# Stafford (Texas)
Stafford è un centro abitato degli Stati Uniti d'America situato nella contea di Fort Bend dello Stato del Texas. Parti del suo territorio sono comprese nei confini della contea di Harris (Texas).
La popolazione era di 17.693 persone al censimento del 2010. Fa parte dell'area metropolitana di Houston–The Woodlands–Sugar Land.

## Geografia fisica
Stafford è situata a 29°37′27″N 95°33′48″W (29.624186, -95.563359). Secondo lo United States Census Bureau, ha un'area totale di 7,0 miglia quadrate (18.1 km²).

## Società

### Evoluzione demografica
Secondo il censimento del 2010 c'erano 17.693 persone, 6.750 nuclei familiari e 4.483 famiglie residenti nella città. La densità di popolazione era di 2.527,6 persone per miglio quadrato (867,4/km²). C'erano 7.074 unità abitative a una densità media di 1010,6 per miglio quadrato (353,5/km²). La composizione etnica della città era formata dal 36,6% di bianchi, il 27,4% di afroamericani, lo 0,6% di nativi americani, il 22,8% di asiatici, lo 0,0% di isolani del Pacifico, il 9,3% di altre razze, e il 3,2% di due o più etnie. Ispanici o latinos di qualunque razza erano il 25,9% della popolazione.
C'erano 6.750 nuclei familiari di cui il 33,2% aveva figli di età inferiore ai 18 anni, il 45,1% erano coppie sposate conviventi, il 16,3% aveva un capofamiglia femmina senza marito, e il 33,6% erano non-famiglie. Il 27,9% di tutti i nuclei familiari erano individuali living alone, e il 4,8% of individuals living alone aveva 65 anni o più. Il numero di componenti medio di un nucleo familiare era di 2,62 e quello di una famiglia era di 3,25.
La popolazione era composta dal il 24,8% di persone sotto i 18 anni, il 10,8% di persone dai 18 ai 24 anni, il 32,7% di persone dai 25 ai 44 anni, il 24,4% di persone dai 45 ai 64 anni, e 7% di persone di 65 anni o più. L'età media era di 31.9 anni. Per ogni 100 femmine c'erano 94,5 maschi. Per ogni 100 femmine dai 18 anni in giù, c'erano 90,9 maschi.
Il reddito medio di un nucleo familiare era di 61.084 dollari, e quello di una famiglia era di 63.244 dollari. I maschi avevano un reddito medio di 46.023 dollari contro i 40.549 dollari delle femmine. Il reddito pro capite era di 27.082 dollari. Circa il 6,3% delle famiglie e il 9,0% della popolazione erano sotto la soglia di povertà, incluso il 10,4% di persone sotto i 18 anni e il 9,3% di persone di 65 anni o più.

## Galleria d'immagini

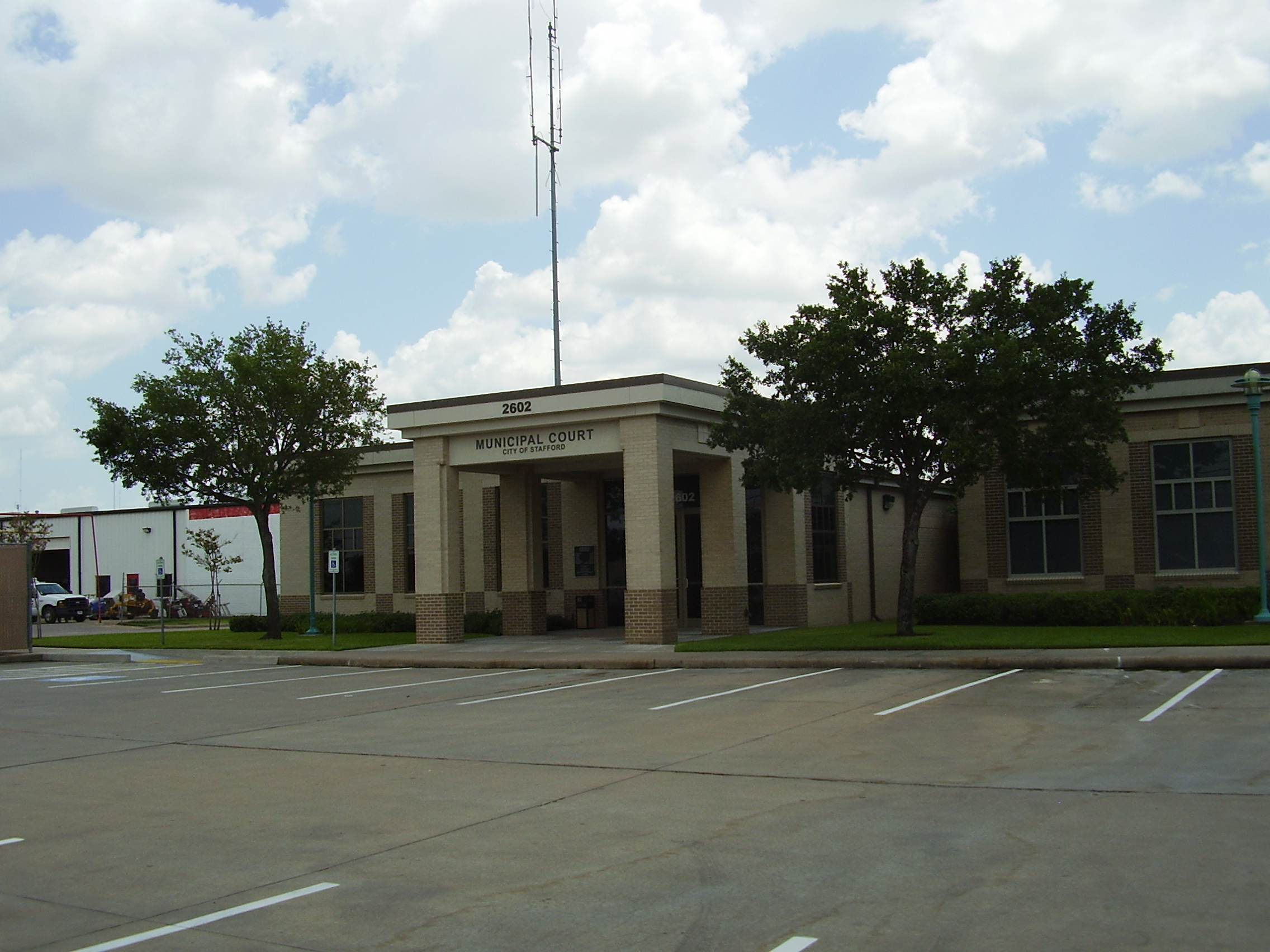
Il municipio
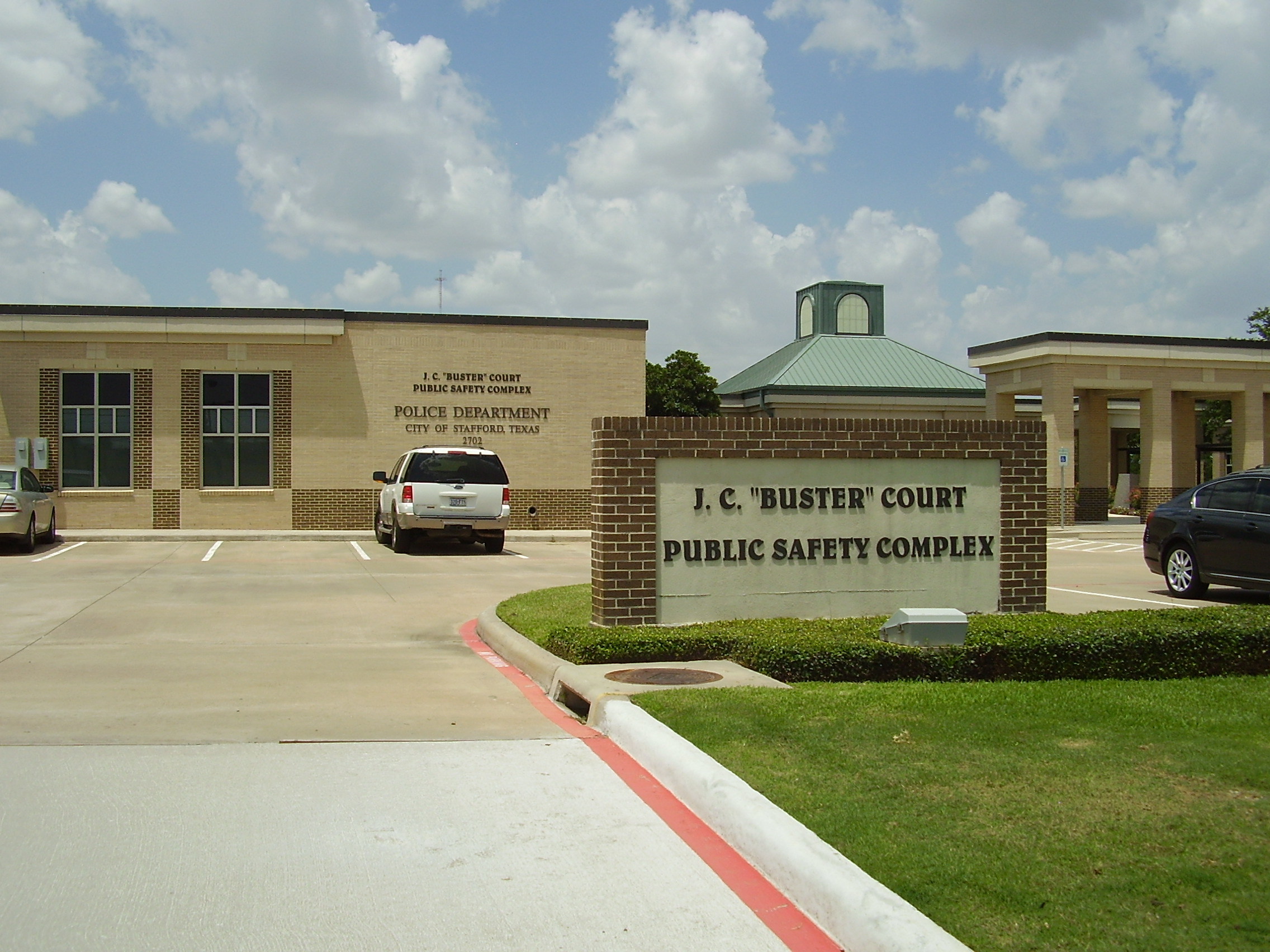
Il Dipartimento di polizia
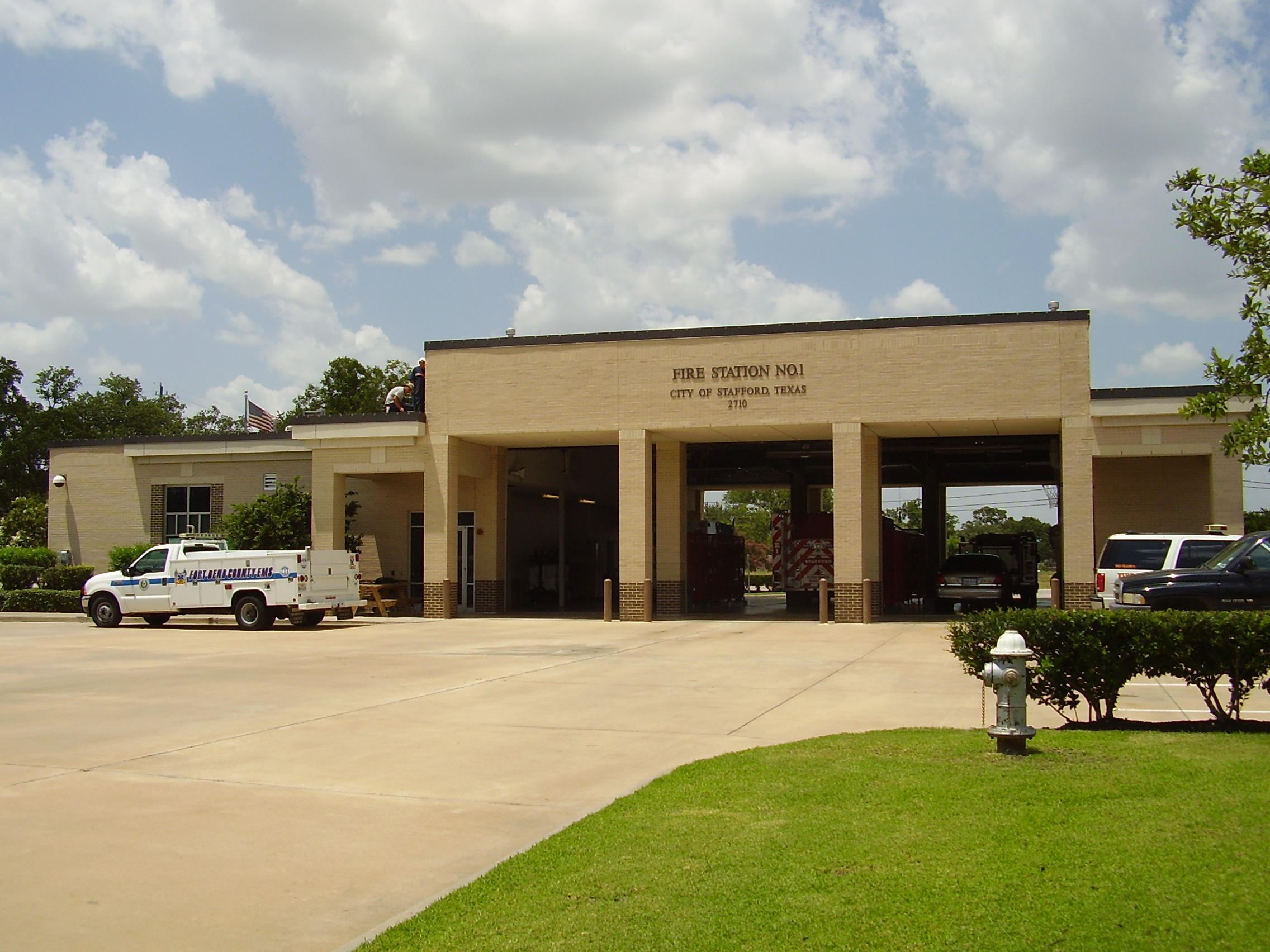
Stazione dei pompieri
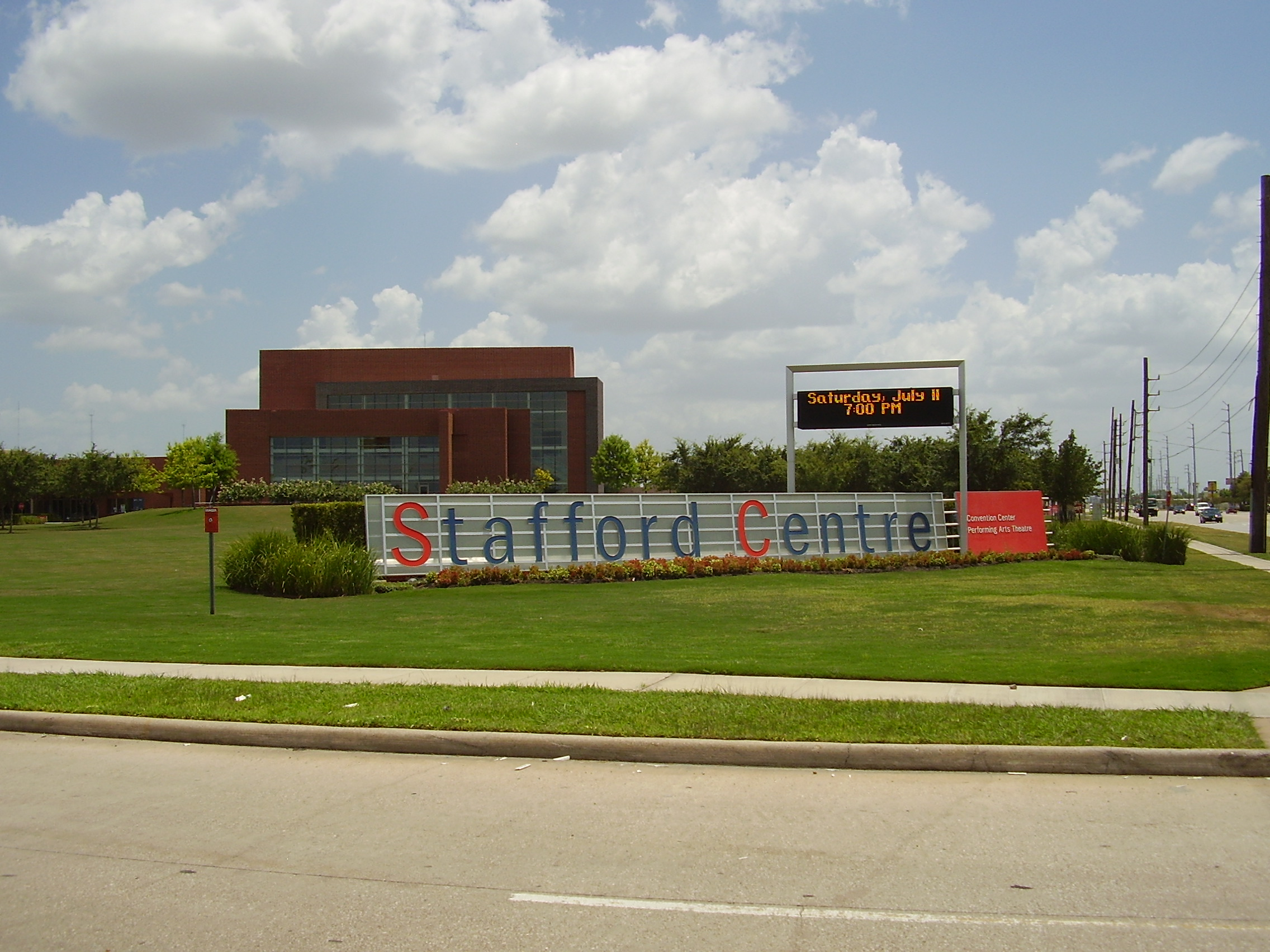
Stafford Centre for the Performing Arts
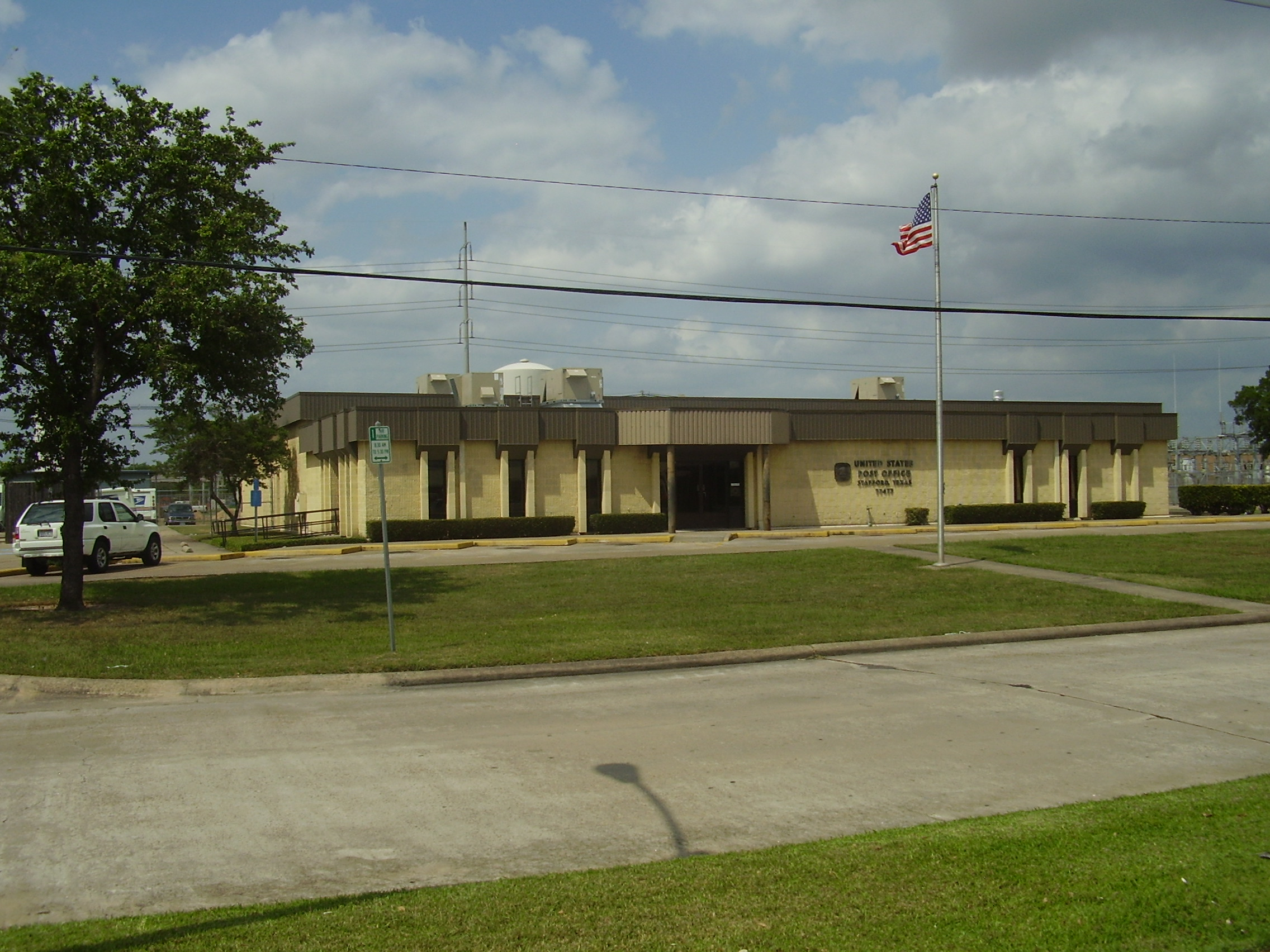
L'ufficio postale